# Pseudocalotes microlepis
Pseudocalotes microlepis — вид ігуаноподібних ящірок родини агамових (Agamidae). Мешкає в Південно-Східній Азії.

## Поширення і екологія
Pseudocalotes microlepis мешкають на півдні Китаю (в провінціях Гуандун, Гуансі і Юньнань, на півдні Гуйчжоу та на Хайнані), у В'єтнамі, на півночі Лаосу, в Таїланді і М'янмі. Вони живуть у вологих тропічних лісах, переважно в горах і передгір'ях, трапляються у вторинних лісах. Зустрічаються на висоті до 1400 м над рівнем моря. Ведуть переважно деревний спосіб життя.

## Збереження
МСОП класифікує цей вид як вразливий. Pseudocalotes microlepis загрожує знищення природного середовища.